# الفتاة الصغيرة التي تعيش أسفل الممر
التفاة التي تسكن في آخر الطريق (أو بالإنجليزية The Little Girl Who Lives Down the Lane) فيلم أمريكي فرنسي كندي أخرجه نيكولاه جسنار (Nicolas Gessner) سنة 1977.

## السناريو
الفيلم هو عبارة عن إعادة تشكيل سينمائية لرواية الكاتب الأمريكي لايرد كوينغ (Laird Koenig) والتي تحمل نفس عنوان الفيلم.

## تلخيص السيناريو
رين جاكوبس (Rynn Jacobs) طفلة تعيش بكندا بمفردها في منزل يقع في آخر الطريق المؤدي إلى غابة، اثر الوفاة الفجئية والغامضة لوالدها والتي تحاول فك غموضها.تبدأ العقدة عندما يزورها السيد فرانك هالت (Frank Hallet) ابن السيّدة هالت (Hallet) والتي اعارت البيت لابيها قبل وفاته. إذ مثل هذا الشخص وأمه تهديدا لاستقرار حياة رين.تتعرف رين على صديق لها هو الساحر الصغير ماريو بوديستا (Mario Podesta) والذي ستربطه معها علاقة صداقة وحب فيساعدها على التخلص من اعدائها ومواصلة عيشها بهناء واستقرار...

## توزيع الأدوار
- جودي فوستر (و قد كان عمرها آنذاك 13 سنة فقط): بدور البطولة رين جاكوبس
- مارتن شين: بدور فرانك هالت.
- أليكسيس سميث: بدور السيّدة هالت.
- سكوت جاكوبي: بدور ماريو بوديستا
- مورت شومان: بدور الشرطي ميقلوريتي.

## وصلات خارجية
- الفتاة الصغيرة التي تعيش أسفل الممر على موقع IMDb (الإنجليزية)
- الفتاة الصغيرة التي تعيش أسفل الممر على موقع ميتاكريتيك (الإنجليزية)
- الفتاة الصغيرة التي تعيش أسفل الممر على موقع روتن توميتوز (الإنجليزية)
- الفتاة الصغيرة التي تعيش أسفل الممر على موقع ألو سيني (الفرنسية)
- الفتاة الصغيرة التي تعيش أسفل الممر على موقع Turner Classic Movies (الإنجليزية)
- الفتاة الصغيرة التي تعيش أسفل الممر على موقع أول موفي (الإنجليزية)
- الفتاة الصغيرة التي تعيش أسفل الممر على موقع بوكس أوفيس موجو (الإنجليزية)
- الفتاة الصغيرة التي تعيش أسفل الممر على موقع فيلمافينيتي (الإسبانية)
- الفتاة الصغيرة التي تعيش أسفل الممر على موقع قاعدة بيانات الأفلام السويدية (السويدية)
- الفتاة الصغيرة التي تعيش أسفل الممر على موقع قاعدة بيانات الفيلم (الإنجليزية)

1. 1 2 3 4  مذكور في: CineTV. لغة العمل أو لغة الاسم: الفرنسية.
2. ↑  مذكور في: قاعدة بيانات الأفلام على الإنترنت. مُعرِّف قاعدة بيانات الأفلام على الإنترنت (IMDb): tt0074806. الوصول: 4 يوليو 2019. لغة العمل أو لغة الاسم: الإنجليزية.